# 압구정동
압구정동(狎鷗亭洞)은 대한민국 서울특별시 강남구에 있는 법정동이다. 서쪽 1/3은 행정동 신사동에 속해있으며, 동쪽 2/3는 행정동 압구정동에 속해있다.

## 유래
압구정이란 지명은 조선 세조 때 한명회가 자신의 호를 따서 지은 압구정이라는 정자가 있었던 데서 유래했다.
조선 시대의 압구정의 자연부락에는 뒤주나, 먼오금, 옥골, 정자말 등이 있었으며, 일제 강점기 당시 배나무 밭이 존재할 뿐 아니라 과수원이 많이 있었던 것으로 전해졌다. 1970년대 개발되어 현재는 아파트 등 주택가와 상업시설이 많이 존재한다.

## 역사
- 1963년 1월 1일: 경기도 광주군 언주면에서 서울특별시 성동구로 편입. (행정동: 신사동)
- 1975년 10월 1일: 서울특별시 강남구 압구정동. (행정동: 신사동)
- 1980년 7월 1일: 행정동 신사동에서 압구정동 분동
- 1988년 7월 1일: 행정동 압구정1동, 압구정2동으로 분동
- 2009년 3월 1일: 압구정동으로 통합

## 압구정동의 유명한 시설물들
압구정동에는 현대아파트(구현대아파트, 신현대아파트), 한양아파트, 미성아파트, 대림아크로빌(구 현대아파트 65동) 등 고급형 아파트들이 많이 밀집한 곳으로 알려져 왔으며, 1985년 개장한 현대백화점 본점이나 1979년 개장한 갤러리아백화점 본점 등의 쇼핑시설이 있다.

## 교통
압구정동에는 서울 지하철 3호선 압구정역이 있으며, 동쪽 청담동과의 경계에는 분당선 압구정로데오역이 위치해 있다.

## 문화
- 2003년 SBS TV에서 방영한 일일 시트콤인 압구정 종갓집은 압구정동을 주된 배경으로 하고 있다.
- 무한도전의 《서해안고속도로 가요제》에 소개된 노래이자 처진달팽이의 노래인 《압구정 날라리》도 압구정동을 배경으로 삼고 있는 노래이다.
- 2014년 하반기에서 2015년 상반기 사이에 걸쳐 MBC TV의 일일연속극인 《압구정 백야》도 마찬가지로 압구정동을 배경으로 다루는 드라마이다.